# Геворкян, Христофор Багдасарович
Христофор Багдасарович Геворкян (1924—2015) — советский и российский скульптор. Народный художник Российской Федерации (1999), Заслуженный художник РСФСР (1975). Работал в станковой и монументальной скульптуре.

## Биография
Родился 22 апреля 1924 года в Ереване.
С 1945 по 1951 году учился в Московском государственном художественном институте им. В. И. Сурикова у Н. В. Томского, Р. Р. Иодко, Г. А. Шульца, Д. П. Шварца. Также своим учителем считал А. Саркисяна. С 1951 по 1954 год учился в аспирантуре института Сурикова, диссертационная работа — «Н. А. Добролюбов» (фигура, гипс), руководитель — Н. В. Томский.
С 1951 года участвовал в художественных выставках. В 1955 году получил степень кандидата искусствоведения. С 1956 года — член Союза художников СССР. Избирался заместителем председателя Московской организации Союза художников.
В 1955—1966 годах преподавал в Московской средней художественной школе, в 1962 году — в Московском художественно-промышленном училище им. М. И. Калинина. С 1967 года преподавал в Московском технологическом институте, профессор (1979).
Жил в Москве по адресу: Ростовская набережная, дом 3. Умер 16 ноября 2015 года. Похоронен на Армянском кладбище.

## Работы
Портреты
- В. А. Карпинский (1955; гипс)[2]

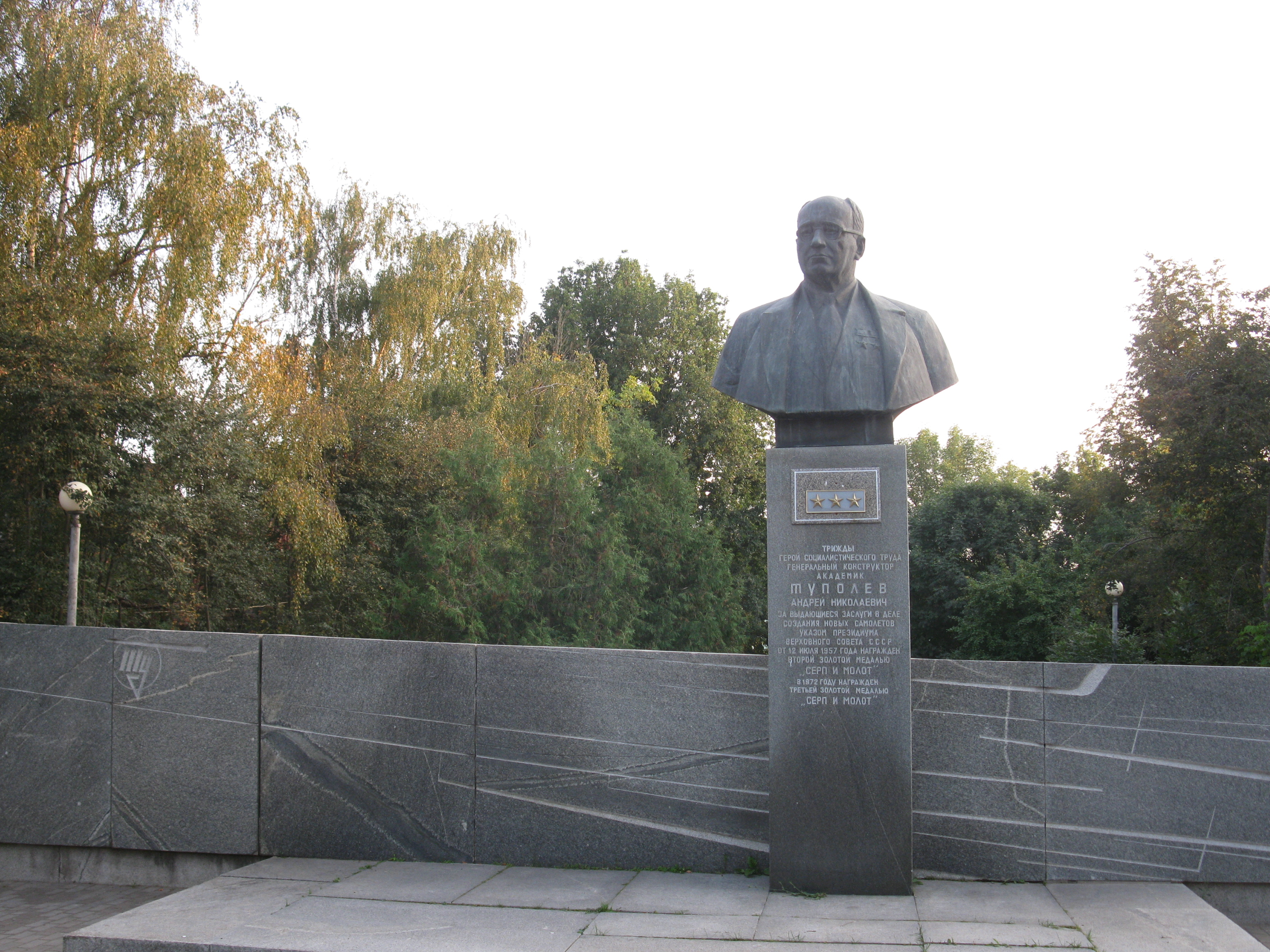
Памятник А. Н. Туполеву в Кимрах

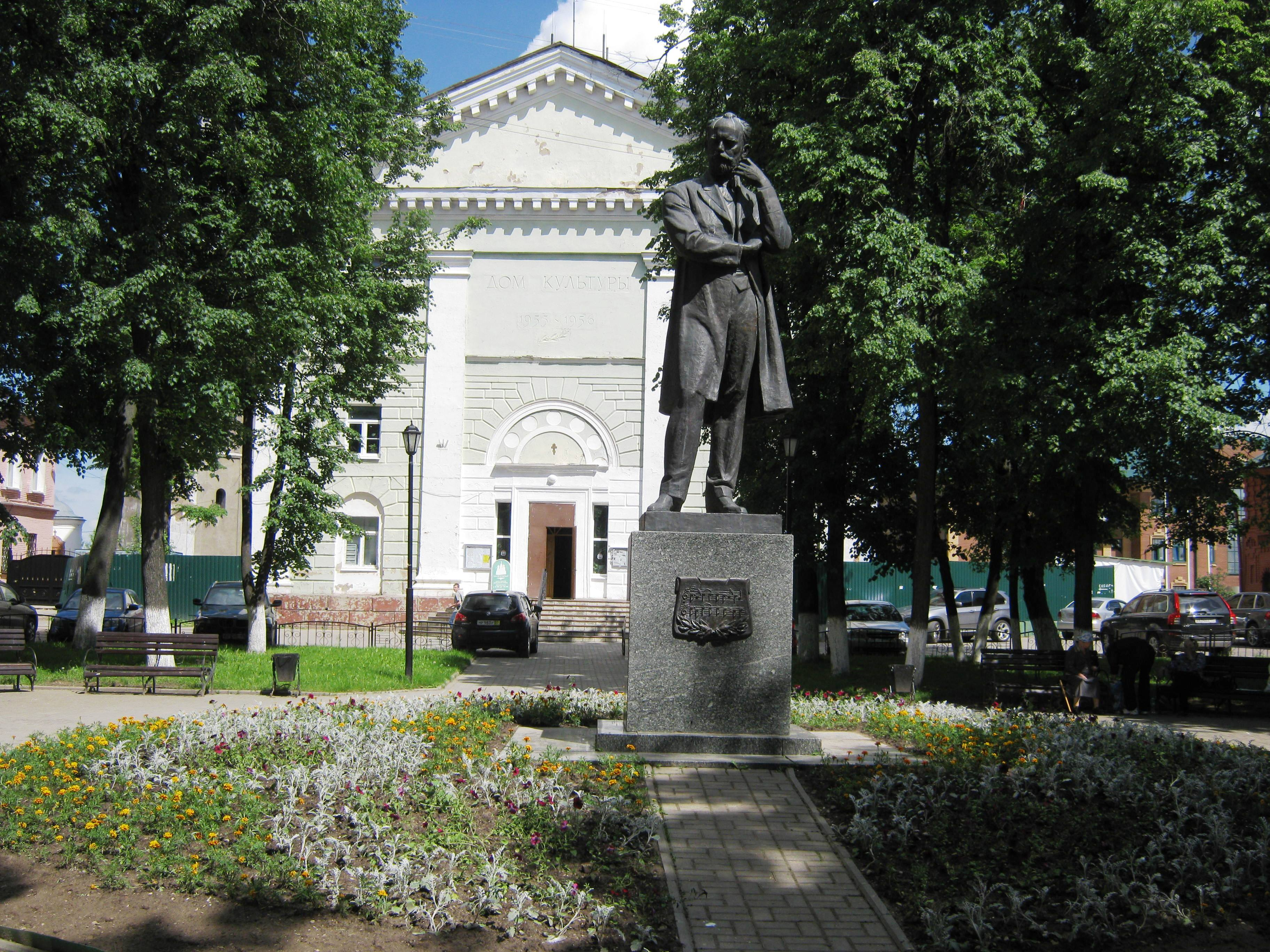
Памятник П. И. Чайковскому в Клину

- В. П. Антонов-Саратовский (1955; гипс)[2]
- Е. Д. Стасова (1955; бронза, гранит)[1]
- Молодая учительница (1956; мрамор)[2]
- А. А. Архангельский (1957; мрамор)[2]
- А. Н. Туполев (1957; бронза, гранит)[1]
- Передовик сельского хозяйства Курской области свинарь Алексей Гребенников (1957; бронза)[1]
- А. А. Дородницын (1959; мрамор)[2]
- Тракторист В. Ефанов (1961; алюминий)[2]
- Карл Маркс (1963; кованый алюминий)[2]
- Рабочий Е. Н. Шарков (1964; мрамор)[2]
- В. С. Ильюшин (1965; мрамор)[2]
- Воспитанница детского сада (1965; мрамор)[1]
- Командир партизанского отряда Г. С. Гладков (1966; гипс)[2]
- П. И. Чайковский (1967; дерево)[1]
- Призывник (1968; мрамор)[2]
- Н. С. Плотников (1974; бронза)[1]
- Токарь Дебабов (1975; бронза)[1]
- В. И. Ленин (1978; мрамор)[1]

Монументальные произведения
- Памятник В. И. Ленину в 9-м квартале Новых Черёмушек в Москве (1959; бронза)[2]
- Монумент Славы павшим в Великой Отечественной войне в Димитровграде Ульяновской области (1975; бронза, гранит, бетон)[1]
- Бюст-памятник А. Н. Туполеву в Кимрах (1979; бронза, гранит)[1]
- Памятник В. И. Ленину в Бийске (арх. Г. А. Сыромятников) (1983; бронза, гранит)[3]
- Памятник В. И. Ленину в Минусинске (1987; бронза, гранит)[3]
- Памятник П. И. Чайковскому в Клину (1995; бронза, гранит)[3]

## Награды и звания
- Орден Дружбы (17 января 2005 года) — за достигнутые трудовые успехи и многолетнюю плодотворную работу[7]
- Народный художник Российской Федерации (30 июля 1999 года) — за большие заслуги в области искусства[8]
- Заслуженный художник РСФСР (25 августа 1975 года)[9]